# Eudonia notozeucta
Eudonia notozeucta là một loài bướm đêm trong họ Crambidae.